# Widmanstätten-Struktur

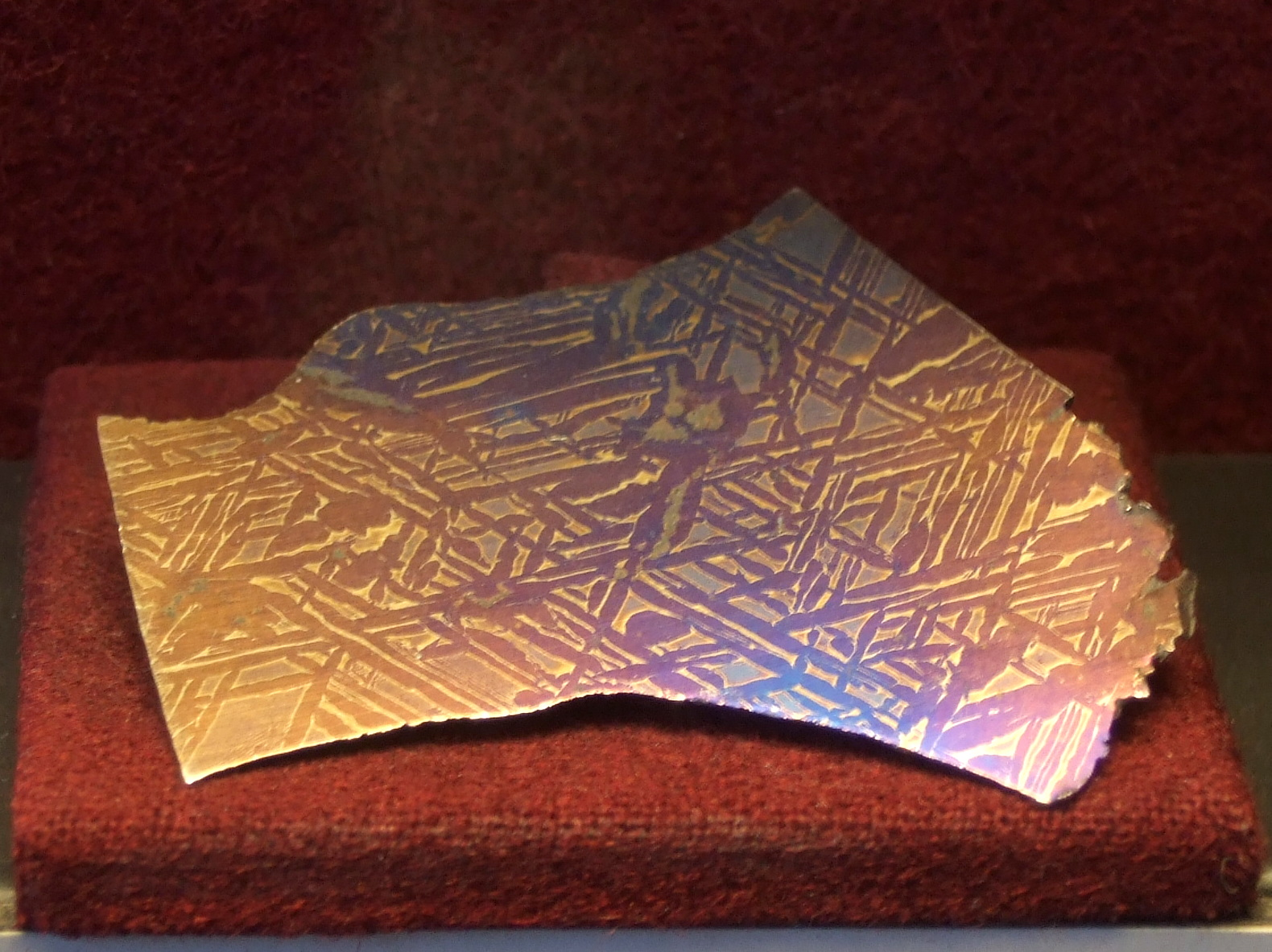
Schnitt des Hraschina-Meteoriten im Naturhistorischen Museum Wien, an dem Widmanstätten die Strukturen entdeckte.

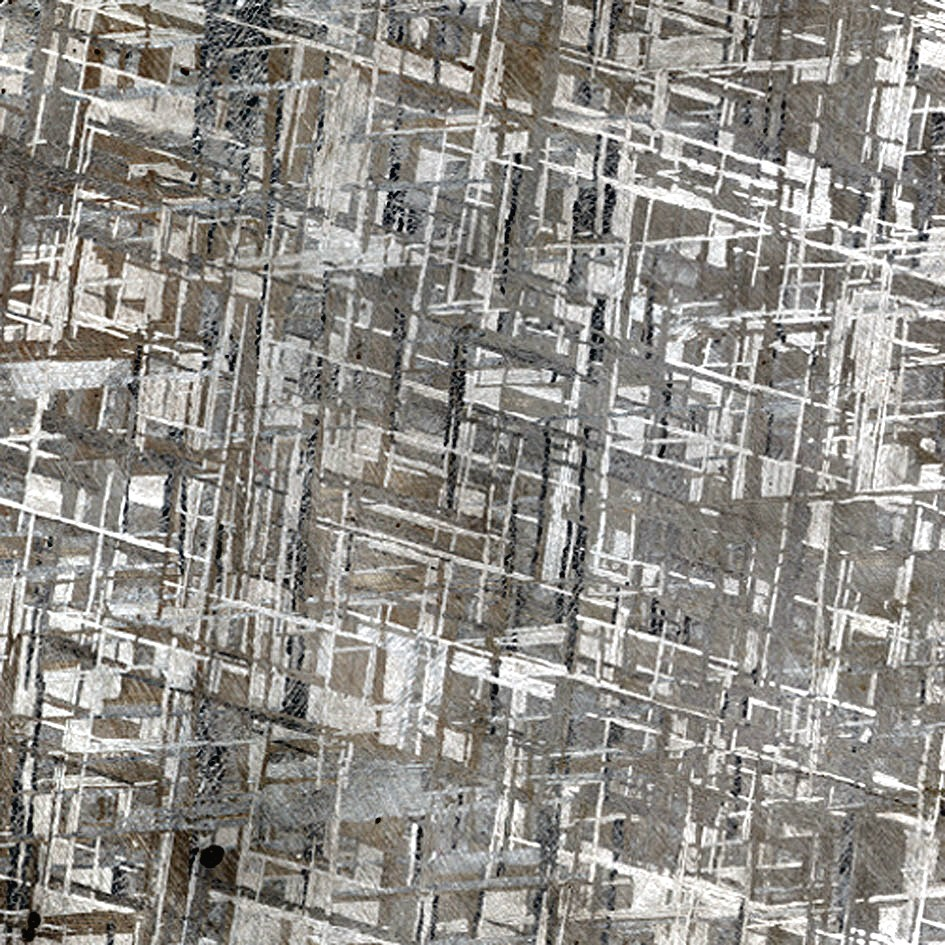
Widmanstätten-Struktur in der angeätzten Oberfläche eines Meteoriten aus dem Gibeon-Streufeld in Namibia.

Als Widmanstätten-Strukturen werden die vorwiegend in meteoritischem Material nachweisbaren, charakteristischen Strukturen bezeichnet, die sichtbar werden, wenn Eisenmeteoriten vom Typus Oktaedrit angeschliffen, poliert und mit methanolhaltiger Salpetersäure angeätzt werden. Die Erklärung für dieses Sichtbarwerden liegt in der unterschiedlichen chemischen Beständigkeit der Nickel-Eisen-Minerale Kamacit und Taenit. Während der Ni-arme Kamacit stärker angegriffen und aufgelöst wird, bleiben die Ni-reichen Taenitkristalle stehen. Widmanstätten-Strukturen treten auch in anderen Bereichen der Metallkunde auf, wie beispielsweise in Stählen, Titan- und Zirkoniumlegierungen.
Die Struktur entsteht in der zunächst homogenen Eisennickel-Legierung aus Taenit bei sehr langsamer Abkühlung (1 bis 100 Kelvin je eine Million Jahre) zwischen 700 und 450 °C im festen Zustand durch Kristallisation des Kamacits entlang bestimmter in der Kristallstruktur des Taenits vorgegebener Flächen. So entstehen Platten von Kamacit, die wie die Flächen eines Oktaeders angeordnet sind. Dazwischen bleiben zwickel- und bandförmige Reste von Taenit zurück. Die langen Abkühlungszeiten machen es verständlich, warum diese Strukturen auf der Erde nicht reproduziert werden können und deshalb ein Erkennungsmerkmal für meteoritisches Eisen bilden. Nur in wesentlich kleinerem Maßstab, so dass sie nur im Mikroskop beobachtet werden können, entstehen ähnliche Gefüge auch in Kohlenstoffstahl bei Erhitzen bis in die Nähe des Schmelzpunkts als sogenanntes Widmanstätten-Gefüge.
Benannt wurden die Strukturen von Karl Franz Anton von Schreibers nach dem österreichischen Naturwissenschaftler Alois von Beckh-Widmanstätten (1754–1849). Widmanstätten hat die Struktur 1808 in Wien an einer geätzten Fläche des Eisenmeteoriten von Hraschina entdeckt, publiziert wurde dies aber erst 1820 von Schreibers. Unabhängig davon hat der in Italien lebende englische Chemiker William (oder Guglielmo) Thomson (nicht zu verwechseln mit William Thomson, Lord Kelvin) die Struktur bereits 1804 beschrieben. Er behandelte ein metallisches Stück des Pallasiten Krasnojarsk mit Säure, um Rost zu entfernen, und entwickelte so die Struktur.